# カンゼン
株式会社カンゼンは、東京都千代田区に本社を置く出版社である。サッカー専門サイト「フットボールチャンネル」や、野球専門サイト「ベースボールチャンネル」などの運営も手がける。

## 概要
ゲーム攻略本などサブカルチャー分野のムック本の編集を手がける編集プロダクション・株式会社レッカ社（1985年設立）の代表取締役である宇佐美光昭が2001年に設立した独立系の出版社で、主にサッカーや歴史、特撮、フィギュアスケートに関連した書籍を出版している。
定期的に発行されているシリーズもあるが、雑誌扱いではなく書籍扱いで出版されている。また、ウェブサイトの運営も手がけている。

## 主なシリーズ
- ジュニアサッカーを応援しよう!
- フットボール批評
  - 欧州フットボール批評
  - アジアフットボール批評
- フットボールサミット
- ベースボールサミット
- 僕らがサッカーボーイズだった頃
- ジュニアサッカーバイブルシリーズ
- リフティング王・土屋健二シリーズ
- フィギュアスケートMemorial
- The Quest For Historyシリーズ
- すずなり野菜シリーズ（園芸書）
- 韓流シリーズ
- 平成仮面ライダーシリーズ
- 皆殺し映画通信
- サッカー戦術クロニクル
- 完全ビジュアルガイド
- アイドルとヲタク大研究読本シリーズ
- クーバー・コーチング